# Takuro Kaneko
Takuro Kaneko (japanski: 金子 拓郎, Kaneko Takurō; Ogawa, 30. srpnja 1997.) japanski je nogometaš koji igra na poziciji desnog krila. Trenutačno igra za japanski klub Urawa Red Diamonds.

## Klupska karijera

### Karijera u Japanu
Kaneko je igrao za japanske klubove Ogawa, Kumagaya, Maebashi Ikuei, Sveučilište Nihon i Hokkaido Consadole Sapporo.

### Dinamo Zagreb (posudba)
Dana 25. srpnja 2023. japanski prvoligaški klub Hokkaido Consadole Sapporo poslao je Kaneka na jednogodišnju posudbu u Dinamo Zagreb za iznos od 400 tisuća eura. Za Dinamo je debitirao 29. srpnja u utakmici HNL u kojoj je Istra 1961 poražena 0:3. Klupski prvijenac postigao je u utakmici Hrvatskog nogometnog kupa u kojoj su Ponikve izgubile 1:4. Prvi gol u prvenstvu postigao je 29. listopada protiv Lokomotive koja je izgubila 2:1.

### Kortrijk
Kaneko je u srpnju 2024. prešao u Kortrijk nakon što ga je Dinamo Zagreb odbio otkupiti. Debitirao je 28. srpnja u ligaškom susretu protiv Genta od kojeg je Kortrijk izgubio 0:1. Jedini pogodak za Kortrijk postigao je 10. kolovoza u ligaškom susretu u kojem je Dender pobijedio s 4:1.

### Urawa Red Diamonds
Kaneko je prešao u japanski klub Urawa Red Diamonds tijekom polusezone 2024./25.

## Priznanja

### Klupska
Dinamo Zagreb
- HNL (1): 2023./24.
- Hrvatski nogometni kup (1): 2023./24.

## Vanjske poveznice
- Profil, Transfermarkt